# Diplogeomyza incisa
Diplogeomyza incisa är en tvåvingeart som beskrevs av Mcalpine 1967. Diplogeomyza incisa ingår i släktet Diplogeomyza och familjen myllflugor. Inga underarter finns listade i Catalogue of Life.